# Roberto Nutter
Roberto Nutter (Clifheroe, c. 1550/1556–Lancaster, 26 de julio de 1600) fue un sacerdote dominico inglés ejecutado en Lancaster.

## Biografía
Roberto Nutter nació en Clifheroe, en el Lancashire en 1556 y se educó en Blackburn con maestros que lo llevaron a la fe católica. Estudio en el  colegio inglés de Reims en 1579, y en 1581 fue  ordenado sacerdote en Soissons. Retornó a Inglaterra y, protegido por un nombre falso (Askew), ejerció su apostolado por los alrededores de Londres y en los condados de Oxfordshire y Hampshire.

## Arresto y exilio
Roberto Nutter fue arrestado en Oxford en 1584, estuvo en la Torre de Londres durante 43 días, y fue torturado. Su prisión coincidió con la ejecución de su hermano, el beato Juan Nutter, en Tyburn en febrero de 1584. Esta detención terminó en destierro en 1585 y volvió de esta forma a Reims.

## Vuelta a Inglaterra
Meses más tarde, Roberto Nutter —bajo el seudónimo de Rowley— y otros sacerdotes se embarcan de nuevo con destino a Inglaterra, pero su barco fue interceptado y terminaron en la cárcel de Marshalsea donde fueron torturados. Roberto quiso defenderse de la acusación de haber quebrantado la pena de exilio diciendo que iba realmente a Escocia y que fue llevado a Inglaterra por la fuerza. Quizás por ello no se le condenó por entonces a muerte —la pena a la que se sometía a los exiliados que retornaban sin permiso—.

## Ingreso a la Orden de Predicadores
En 1588 fue llevado a la prisión de Wisbech, donde pasaría los últimos doce años de su vida. Estando en ella solicitó y obtuvo licencia para vestir el hábito de la Orden de Predicadores, lo que hizo en presencia de otros sacerdotes dominicos oriundos de Irlanda e Italia.

## Intento de fuga y muerte
En marzo de 1600 intentó fugarse con otros cinco sacerdotes que lograron escapar, pero Roberto Nutter no tuvo suerte, y condenado a muerte. Fue colgado, destripado y descuartizado el 26 de julio de 1600, en Lancaster.

## Beatificación
Fue beatificado el 22 de noviembre de 1998 por Juan Pablo II en la basílica de San Pedro.